# Bokermannohyla gouveai
Bokermannohyla gouveai là một loài ếch thuộc họ Nhái bén.
Đây là loài đặc hữu của Brasil.
Môi trường sống tự nhiên của chúng là vùng núi ẩm nhiệt đới hoặc cận nhiệt đới, vùng cây bụi nhiệt đới hoặc cận nhiệt đới vùng đất cao, sông ngòi, và vùng đồng cỏ.
Chúng hiện đang bị đe dọa vì mất môi trường sống.